# Kurt Welter
Kurt Welter (25 de febrero de 1916 - 7 de marzo de 1949) fue un as de caza alemán, encuadrado en la Luftwaffe y el más exitoso Jet Expert de la  Segunda Guerra Mundial y de todos los tiempos. Un As de la aviación o as de caza es un aviador militar al cual se le acreditan al menos cinco victorias en combate aéreo (los alemanes colocan este umbral en 10 victorias). Durante la Segunda Guerra Mundial centenares de pilotos alemanes alcanzaron esta meta volando cazas de motor de pistón. Sin embargo, solo 28 pilotos están acreditados por derribar cinco o más aviones mientras volaban cazas a reacción durante la Segunda Guerra Mundial. Reclamó un total de 63 victorias obtenidas en solo 93 misiones de combate. Registró 56 victorias en caza nocturna, incluyendo 33 Mosquitos, y registró más victorias en un caza a reacción que cualquier otro en la Segunda Guerra Mundial y en toda la historia.

## Primeros años y entrenamiento militar
Welter nació en el distrito Lindenthal de Colonia (Köln-Lindenthal) el 25 de febrero de 1916. Se unió al servicio militar en la Luftwaffe el 1 de octubre de 1934 siendo entrenado como piloto. Demostró una habilidad natural como piloto y pronto fue nombrado instructor de vuelo sirviendo varios años como instructor. En 1943 Welter fue transferido a una unidad de caza nocturna que usaba aviones a pistón. El 18 de octubre de 1944, después de su 40.ª misión de combate, Welter fue reconocido con la Cruz de Caballero de la Cruz de Hierro (Ritterkreuz des Eisernen Kreuzes). A principios de 1945, Welter fue transferido a una unidad experimental de caza nocturna que usaba Messerschmitt Me 262. El 11 de marzo de 1945 fue reconocido con la Cruz de Caballero de la Cruz de Hierro con Hojas de Roble (mit Eichenlaub) (Ritterkreuz des Eisernen Kreuzes mit Eichenlaub) por 48 victorias aéreas. Welter sobrevivió a la Guerra y murió en un accidente automovilístico en un cruce ferroviario, el 7 de marzo de 1949.

## Servicio
Se unió a la Luftwaffe el 1 de octubre de 1934 siendo entrenado como piloto. Por su desempeño como tal fue designado instructor de vuelo. Durante la Segunda Guerra Mundial, Welter fue promovido a  Feldwebel el 1 de agosto de 1940 siendo transferido a la escuela de vuelo  Flieger-Ausbildungs-Regiment 63 y más tarde fue instructor de vuelo en Quedlinburg. Aquí, Welter fue instructor hasta ser transferido el 10 de agosto de 1943 a la Blindflugschule 10 (escuela de entrenamiento de vuelo por instrumentos) en Altenburg, con el rango de Oberfeldwebel como instructor de caza nocturna.

## Medallas
- Dienstauszeichnung 4.ª clase (1938)[10]
- Ehrenpokal de la Luftwaffe (20 de marzo de 1944)[9]
- Cierre frontal de vuelo de la Luftwaffe para pilotos de caza nocturnos en Oro[10]
- Cruz Alemana en oro el 10 de mayo de 1944 como  Fahnenjunker-Oberfeldwebel en el  5./JG 301[11]
- Eisernes Kreuz (1939)
  - 2.ª Clase (5 de octubre de 1943)[12]
  - 1.ª Clase (28 de octubre de 1943)[12]
- Cruz de Caballero de la Cruz de Hierro con hojas de roble
  - Cruz de Caballero de la Cruz de Hierro el 18 de octubre de 1944 como Teniente y piloto en el  10./JG 300[13][nota 1]
  - 769.º Hojas de Roble en 11 de marzo de 1945 como Oberleutnant y  Staffelkapitän del  10./NJG 10[13][14]